# Adan Canto
Adan Canto (Ciudad Acuña, 5 de dezembro de 1981 – Los Angeles, 8 de janeiro de 2024) foi um ator e diretor mexicano-americano. Conhecido por seu papel como Sunspot no filme de super-heróis de 2014 X-Men: Days of Future Past. Na televisão, Canto interpretou Paul Torres na série dramática The following, da Fox e em 2015 estrelou como AJ Menendez na série de horário nobre Blood & Oil, da ABC. Canto interpretou o político Rodrigo Lara Bonilla na aclamada série dramática Narcos, da Netflix. Ele também foi conhecido por seu papel como Aaron Shore no drama político Designated Survivor, da Netflix, estrelando ao lado de Kiefer Sutherland. Canto escreveu e dirigiu seu primeiro curta-metragem Before Tomorrow em 2014. Ele também foi um dos personagens principais do filme de romance 2 Hearts. Seu curta-metragem The Shot ganhou vários prêmios em festivais de Melhor Curta-Metragem Narrativa em 2020.
Adan faleceu em 09 de janeiro de 2024, aos 42 anos, após lutar contra um câncer de apêndice.

## Biografia
Adan Canto nasceu em Ciudad Acuña, Coahuila, México, filho dos pais mexicanos Jose-Luis Narvaez, um dentista e Marlyn Canto-Narvaez, uma dona de casa e cantora. Nascido e criado no México, Canto cruzou a fronteira diariamente quando criança para frequentar uma escola católica americana em Del Rio, Texas. Ele cresceu cavalgando na fazenda de seu avô em Acuña, onde seu pai era Charro. Por incentivo de sua mãe, Canto começou a se apresentar no palco como cantor aos 7 anos. Ele foi apresentado aos tradicionais boleros e mariachi desde jovem e se apresentou em seu estado natal e nos arredores durante sua adolescência.
Canto saiu de casa aos 16 anos para seguir a carreira de músico. Ele teve sucesso como cantor/compositor em San Antonio após colaborar com o Studio M. Ele passou 5 anos trabalhando como músico na Cidade do México, onde se apresentou como vocalista da jazz band Del Canto. Canto escreveu e produziu várias canções para cinema e TV no México. Canto começou a atuar em alguns comerciais na Cidade do México e logo foi escalado para uma série de televisão chamada Estado de Gracia. Canto acabou subindo ao palco após ser escalado como protagonista na adaptação de All About My Mother, de Pedro Almodóvar.

## Carreira
Em 2013, Canto fez sua estreia na televisão americana, no papel de Paul Torres na série dramática The Following, da Fox durante sua primeira temporada. Mais tarde, ele foi escalado como Sunspot no filme de super-heróis de 2014 X-Men: Days of Future Past. Também em 2014, Canto foi membro regular do elenco da série de comédia Mixology, da ABC. Mais tarde, ele co-estrelou o piloto da Amazon Hysteria, e The Curse of the Fuentes Women, da NBC. Em 2015, Canto foi escalado como AJ Menendez na série de horário nobre Blood & Oil, da ABC. Mais tarde, ele teve um papel recorrente na série dramática Second Chance, da Fox e estrelou como ator convidado em The Catch, da ShondaLand. Em 2016, Canto foi escalado para a série dramática de política Designated Survivor, da ABC, interpretando o vice-chefe de gabinete da Casa Branca e, mais tarde, o chefe de gabinete Aaron Shore, contracenando com Kiefer Sutherland, Natascha McElhone e Maggie Q. O show foi renovado pela Netflix para uma terceira temporada, que foi lançada em 7 de junho de 2019.
Em 2019, Canto foi escalado para contracenar com Halle Berry em seu filme de estreia na direção, Bruised.
Canto iniciou sua produtora Canto House Pictures em 2013 e dirigiu seu primeiro curta-metragem Before Tomorrow em 2014. O curta-metragem mais recente de Canto, The Shot, um drama de época ambientado em 1844 no Texas, ganhou vários prêmios em festivais de Melhor Curta Narrativa em 2020. Canto atualmente está desenvolvendo projetos para cinema e TV por meio de sua produtora sediada em Los Angeles, CA.

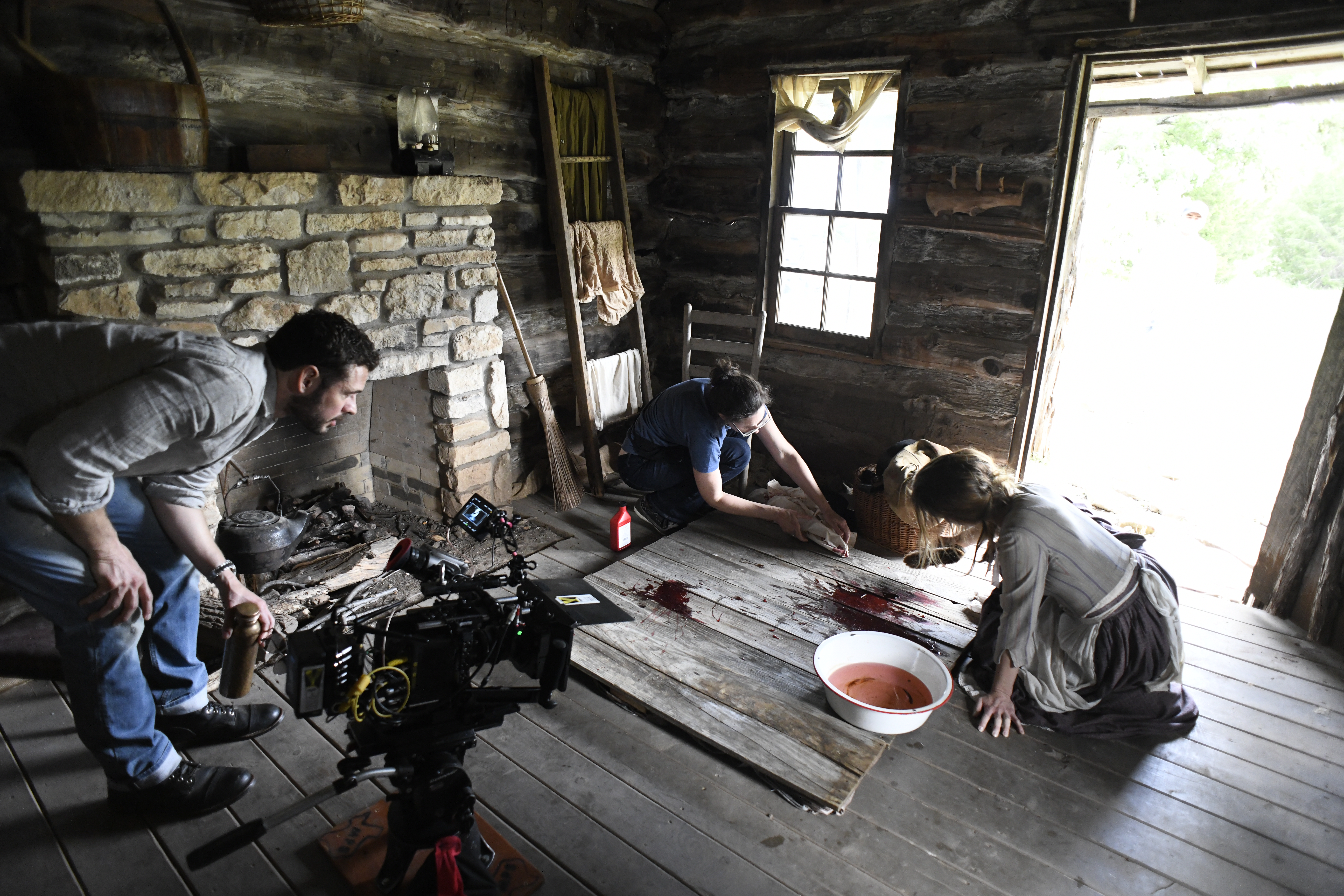
Adan Canto no set de The Shot em Dripping Springs, TX.

## Vida pessoal
Canto conheceu a escultora/pintora Stephanie Lindquist em 2012 enquanto filmava The Following em Brooklyn, NY.
A primeira colaboração artística deles foi o curta Before Tomorrow em 2014.
Os dois se casaram em junho de 2017. Eles continuam colaborando em projetos de cinema e televisão e atualmente residem em Hollywood Hills. Eles tiveram seu primeiro filho, Roman Alder Canto, em 13 de abril de 2020.
Faleceu em 09 de janeiro de 2024, vítima de um câncer de apêndice.

## Filmografia

### Cinema
| Ano  | Título                     | Função        | Notas             |
| ---- | -------------------------- | ------------- | ----------------- |
| 2010 | Te Presento a Laura        | Manuel        |                   |
| 2010 | Sin Memoria                | Coco          |                   |
| 2011 | Amar no es querer          | Mauro         |                   |
| 2012 | Al Ras                     | Adan          | Filme curto       |
| 2014 | Before Tomorrow            | Joseph        | Diretor, Escritor |
| 2014 | X-Men: Days of Future Past | Sunspot       |                   |
| 2014 | Almost Thirty              | Sid           |                   |
| 2017 | Amanda e Jack Go Glamping  | Nate          |                   |
| 2020 | 2 Hearts                   | Jorge Bolivar |                   |
| 2021 | The Devil Below            | Darren        |                   |
| TBA  | Agent Game                 | TBA           | [ 16 ]            |

### Televisão
| Ano       | Título              | Função        | Notas                         |
| --------- | ------------------- | ------------- | ----------------------------- |
| 2009      | Estado de Gracia    | Leon          |                               |
| 2010      | Los Minondo         |               | Episódio: "El enfrentamiento" |
| 2013      | The Following       | Paul Torres   | 10 episódios                  |
| 2014      | Mixology            | Dominic       | 13 episódios                  |
| 2014      | Hysteria            | Matt Sanchez  | Episódio: "Pilot"             |
| 2015      | Narcos              | Ministro Lara | Episódio: "The Men of Always" |
| 2015      | Blood & Oil         | AJ Menendez   | 9 episódios                   |
| 2016      | Second Chance       | Connor Graff  | 5 episódios                   |
| 2016      | The Catch           | Jeffery Bloom | Episódio: "The Real Killer"   |
| 2016–2019 | Designated Survivor | Aaron Shore   | Papel principal               |